# Nogarole Vicentino
Nogarole Vicentino – miejscowość i gmina we Włoszech, w regionie Wenecja Euganejska, w prowincji Vicenza.
Według danych na rok 2004 gminę zamieszkiwało 995 osób, 110,6 os./km².